# Джотти, Вирджилио
Вирджилио Джотти (итал. Virgilio Giotti, настоящая фамилия Шенбек, Schönbeck; 15 января 1885 — 21 сентября 1957) — итальянский писатель, поэт.

## Биография
Джотти родился в Триесте, в то время ещё входившем в состав Австро-Венгерской империи, 15 января 1885 года. Он был сыном Риккардо Шенбека, уроженца Колина, Богемия, и Эмилии Гиотто, венецианки. Он образовал свой псевдоним от фамилии матери. В 1907 году вместе с семьей переехал во Флоренцию. В 1914 году опубликовал во Флоренции Piccolo canzoniere in dialetto triestino, за которым последуют Caprizzi, Canzonete e Stòrie (опубликовано в 1928 г.), Colori, опубликованное в 1941 году, Sera в 1946 году, Versi в 1953 году.
В 1912 году Джотти встретил во Флоренции студентку и русскую дворянку Нину Щекотову, на которой он женится в 1936 году и которая родила ему троих детей.
Он вернулся в Триест в 1919 году. В 1957 году получил Премию Фельтринелли. Джотти считается одним из величайших поэтов триестинского диалекта.